# Велики Гај
Велики Гај (мађ. Nagygáj) је село у Јужнобанатском округу у Војводини. Налази се на румунској граници, 70 km североисточно од Београда. Припада општини Пландиште. Према попису из 2022. било је 412 становника.

## Историја

### Историјски развој имена
Велики Гај је најстарије насеље у општини које је постојало у континуитету од настанка до данас. Као насељено место први пут се јавља у средњем веку 1355. године под називом Гај. У 17. веку мења назив у Велики Гај, тачније 1690. године, доцније је био називан Грос Гај и Нађ Гај (мађ. Nagygáj). Након Другог светског рата поново добија своје оригинално име Велики Гај. Власник средњовековног Гаја био је Петар Бок, син Бетлена Бока, кастелана Голубачког града.

### Период под османским царством
У средњем веку великогајски атар био је добро насељен: Балат или Балад (1385–1446), Терјен или Трњан (1364–1428), на месту садашње Терјанове пустаре са леве стране Ројге и Шаркац, Жаркац или Жоркфалва (1405–1415) са десне стране Ројге. Ова насеља се помињу и пре доласка Турака, данас не постоје, али у атару Великог Гаја и данас има потеза са истим именима.
Низом војних похода Турци су освојили ове крајеве до средине 16. века. У време турске владавине постојала су само два насеља: Велики Гај и Балат (данашњи Купиник).
Након Турака, ови крајеви припадају царевини Аустрији.
Континуалан развој од претурског времена до данас има само Велики Гај. Узрок, по професору Лазићу, да у ову категорију уђе само једно насеље (од данашњих 14), јесу ратови и освајања, као и померања граница појединих држава током историјског развоја. Они су успоравали развој насеља, а у већини случајева су га и прекидали на краћи или дужи временски период.

### Насељавање Великог Гаја
Црква Марије, чије се разбијено звоно чува у вршачком музеју, помиње се први пут 1364. године. Тај средњовековни Гај био је мало јужније од данашњег, на рудини званој „Кремениште“. Ердељски кнез је 1597. године поклонио Гај, Андреји Барчају. У последњим данима турске владавине део становништва Гаја је своје домове преместио према западу, тако да се око 1690-1700. године помињу Мали и Велики Гај.
Аустријски царски ревизор Ерлер је 1774. године констатовао да место Велики Гај припада Јаручком округу и Чаковачком дистрикту. Становништво је измешано српско и влашко. Када је 1797. године пописан православни клир у Великом Гају је био само један свештеник. Парох, поп Христифор Максимовић рукоположен 1782. године служио се само српским језиком.
Румуни се у ова насеља досељавају око 1744. године и тада је извршена нова деоба земље.
Године 1844. православци Срби, њих 20 породица спремало се на исељење у Кнежевину Србију. Добили су локацију за ново насеље надомак Кладова. Али због одуговлачења граничарских власти да им да дозволе и неуспеха приликом продаје имања они нису успели да се иселе ни до 1857. године. У међувремену се десила мађарска буна током које су пострадали. Зато су 1857. године обновили молбу за исељење преко Дунава.

### Племићи Маленице
Власник Великог Гаја постао је темишварски спахија Јосиф Маленица 1781. године. Маленице из Черевића се срећу као дародавци фрушкогорских манастира, од којих Петар 1756. године. Садашња православна црква подигнута је 1845. године и спада у најстарије цркве на подручју општине. Великогајска православна парохија била је у саставу Темишварске православне парохије све до 1868. године када је ушла у састав Вршачке епархије. Племићи Маленице су били велики добротвору гајске цркве. Новосадски српски лист је марта 1863. године навео њихове поклоне. Госпођа Јулија Маленица рођ. Текели је поклонила три велике и две мале иконе вредне 400 ф., претходне 1862. године је дала једно звоно од 14 центи вредно 1600 ф., затим црквени торањски сат вредан 700 ф, две литије у вредности 800 ф., и у готовом новцу још 300 ф. А то су само неке веће ствари; мањи се не могу сви набројати. Племенити Никола Маленица је дао када се православна црква зидала 2600 ф., његов млађи син Александар даровао је цркву такође једним звоном вредним 200 ф. као и 100 ф. у готовини. Госпођа Олга Маленица рођ. Лазаревић поклонила је месној цркви једну литију вредну 450 ф., два сребрна чирака вредна 50 ф., свилене завесе које су коштале 60 ф.
Спахија Маленица је 1848. године довео Немце за рад на имању и оснива ново насеље, одмах поред Великог Гаја, под називом Маленицино село, односно Маленицафалва, које се 1888. године припаја Великом Гају. У оба насеља било је тада укупно 2.569 становника.
Тржишно право Велики Гај добија 1869. године.
Двадесет српских војника је 13. октобра 1918. године ушло у Велики Гај. Једно време ово место је било среско у торонталско-тамишкој жупанији да би 1922. године ушло у састав вршачке жупаније. У том периоду посед спахије Ернеста Данијела аграрном реформом подељен је добровољцима и колонистима из Босне, Црне Горе, Лике и других крајева. По споразуму потписаном 1923. године Велики Гај је припао Југославији.
Веће насељавање Гаја догодило се након Другог светског рата, када је у ово насеље дошло 38 породица из општина Ариље и Бајина Башта.
Великогајчани први телефон добијају 1920. године, а струју 1948. године.

### Предања и казивања
По предању о насељима „зна се да је био један већи гај, башта, где је и сад шума, односно спахијски парк, и по томе су се прозвали и пустара и село Велики Гај“.
По казивању старих људи, прво насеље Велики Гај било је на месту Селиште, на северозападној страни села. Тамо није било цркве, него је она била на месту Црквина, јужно од села (сад је тамо камени крст, на месту где је био олтар негдашње цркве). Та црква је служила и за Мали Гај, зато је подигнута на том месту. У то време било је и на Црквини неколико кућа, а на месту данашњег села није тада било кућа. Тада је из „Гредског манастира“ (на месту Греда, које је и сад у атару овог села) долазио, веле, калуђер чамцем „да служи у тој цркви“, јер су ту биле баре и река Брзава. Тог је манастира већ давно нестало.
Када се село са Селишта преселило на данашње место, не зна се. Не зна се ни кад се преместила црква на данашње место. На овом месту била је најпре стара црква (Св. Арханђела Михаила). А кад је 1850-1854. године, захваљујући спахијиној помоћи, сазидана ондашња црква, по имену његовог умрлог сина, одређен јој је светац Петровдан (црквена слава). У овој цркви је и гробница спахија Маленица, у којој су сви они сахрањени (најпре су сахрањивани у старој цркви, па су сви пренети у гробницу у новој цркви, где су и сад). Од Маленица има потомака који су отишли у Мађарску, кад им је продато имање и помађарили се“ (Из књиге „Срби у Банату“, Јована Ердељановића).

### Презимена првих фамилија
Прве фамилије које су у Гај насељене су: Гојкоњи (Гојкови), који су „ударили први колац", а осим њих најстарије фамилије су и Балићеви, Бекић-Бекићеви, Босанкићи, Давидови, Јуначкови, Мандићеви и Савуљеви (Савков).
Прича се да су међу великим родовима у селу: Бакићима, Бекићима, Босанкићима, Гојковима и други, биле честе размирице, туче и убиства због девојака или усред разних других узрока.

### Уређивање села
Село је ушорио спахија Маленица и по његовом наређењу куће су грађене непосредно уз улицу. Пре тога су све куће биле унутра, у дворишту, ради заштите од завиривања у кућу, од крађе или од пуцања на укућане. По тврдњама Ердељановића, Велики Гај је тада био злогласно насеље због крађа и разбојништва. Честе су биле међусобне туче, али су Срби много нападали и на Швабе, Мађаре и друге народности. Своју земљу сељаци су међу собом делили и делове давали одређеним синовима, па су око 300 јутара испродавали и досељеним Швабама, тако да су Срби у Велико Гају много осиромашили. Засебно је била спахијска земља. Међутим, Немци, које је спахија био довео да би имао раднике, јер је Срба било мало, обогатили су се, пошто су приликом досељења добили од спахије под закуп по 30 јутара земље. Тек кад им је та земља одузета, те су Срби могли слободно закупљивати спахијску земљу, почели су се Срби, радећи по угледу на Немце, подизати и опорављати, па временом и од самих Немаца куповати земљу.

## Културна и верска обележја
Велики Гај је 1764. године православна парохија у Гиладском протопрезвирату. Када је 1797. године пописан православни клир Темишварске епархије у месту је само један свештеник. Парох поп Христифор Максимовић (рукоп. 1782) служио се само српским језиком.
Овако старо насеље чија историја постојања није прекидана од времена настанка до данас обилује и споменицима културе. Још 1. децембра 1965. године под заштиту стављено је 13 икона са Царским дверима која припадају Српској православној цркви која се и сама третира као посебна архитектонска вредност. Поменућемо њихове називе, а о самим вредностима, записима и времену настанка, ауторима и слично у следећој емисији, четвртој по реду, када ћемо говорити о прошлости Балата, данашњег Купиника, иначе насеља комшије Великог Гаја. Називи икона су:
Богородица са Христом из 1773. године, Свети Никола, Исус Христос, Јован Крститељ, Царске двери, Икона са житијем светог Николе, Распеће Христово, Апостоли Петар и Павле, Арханђели Михајло и Гаврило, Рођење Богородице, Исус Христос и Богородица са Христом.
У цркви постоји и Октоих, штампан 1644. године у Лавову и једна Хорологија (часослов), штампана у Лавову 1692. године у којој постоји врло нечитак запис из 1696. године.
Гробље овог села је одувек на данашњем месту. Више старих надгобних споменика од шкриљаца су или у облику сасвим простих каменова, или као велики, гломазни камени крстови, али сви без натписа.
Велик Гај има и природни споменик културе — то је велики парк смештен у центру насеља, недалеко од цркве на површини близу 5 хектара. Подигнут је крајем 18. века око Каштела спахије Јосифа Маленице (дворац је срушен након Другог светског рата и изграђен Дом културе). Крајем 19. века парк је откупио барон Ернест Данијел по усменим подацима Милошева, кустоса Народног музеја у Вршцу.

## Природне знаменитости
У југоисточном делу парка је старо језеро — остатак некадашњег рибњака.
Овим парком управља месна заједница. Изузетну вредност парка су и приридни споменици ботаничког карактера:
Капитално стабло егзотичне реликтне врсте — Гинко, најстарији и најразвијенији очувани примерак ове врсте данас у Војводини, стар преко 170 година, обима стабла близу 3 метра, а висине чак 22 метра; стабло мечје леске, старо је преко 160 година, висине око 20 и обима дебла око 2,7 метара; два кестена лужњака, карактеристичних за раније доба Панонске низије, два џина близу 25 и 30 метара укупне висине, обима дебла 4 и 5 метара, а старих фантастичних 320 година; стабло белог јасена, старо близу 200 година, обима дебла око 3,5 метара укупне висине од 23 метра, прави је гајски лепотан; стабло копривића висине око 25 метара, обима дебла 3 метра, не зна се тачна старост. У малом парку које нема парковну вредност, стабло храста лужњака проглашено је природим спомеником, стар је око 220 до 270 година, обима стабла 3 и висине 18 метара.

## Демографија
- 1869: 2.761
- 1910: 2.926

У насељу Велики Гај живи 645 пунолетних становника, а просечна старост становништва износи 44,0 година (41,3 код мушкараца и 46,7 код жена). У насељу има 302 домаћинства, а просечан број чланова по домаћинству је 2,62.
Ово насеље је углавном насељено Србима (према попису из 2002. године).
|  |

| Демографија | Демографија | Демографија |
| Година      | Становника  | Становника  |
| ----------- | ----------- | ----------- |
| 1931.       | 3.213       |             |
| 1948.       | 1.688       |             |
| 1953.       | 1.546       |             |
| 1961.       | 1.532       |             |
| 1971.       | 1.308       |             |
| 1981.       | 1.039       |             |
| 1991.       | 898         | 863         |
| 2002.       | 790         | 866         |
| 2011.       | 560         |             |

| Етнички састав према попису из 2002.‍ | Етнички састав према попису из 2002.‍ | Етнички састав према попису из 2002.‍ | Етнички састав према попису из 2002.‍ | Етнички састав према попису из 2002.‍ |
| ------------------------------------ | ------------------------------------ | ------------------------------------ | ------------------------------------ | ------------------------------------ |
|                                      |                                      |                                      |                                      |                                      |
| Срби                                 | Срби                                 |                                      | 670                                  | 84,81%                               |
| Роми                                 | Роми                                 |                                      | 72                                   | 9,11%                                |
| Мађари                               | Мађари                               |                                      | 15                                   | 1,89%                                |
| Македонци                            | Македонци                            |                                      | 7                                    | 0,88%                                |
| Румуни                               | Румуни                               |                                      | 3                                    | 0,37%                                |
| Словенци                             | Словенци                             |                                      | 2                                    | 0,25%                                |
| Муслимани                            | Муслимани                            |                                      | 2                                    | 0,25%                                |
| Словаци                              | Словаци                              |                                      | 1                                    | 0,12%                                |
| Југословени                          | Југословени                          |                                      | 1                                    | 0,12%                                |
| непознато                            | непознато                            |                                      | 2                                    | 0,25%                                |

| Година пописа     | 1948. | 1953. | 1961. | 1971. | 1981. | 1991. | 2002. |
| ----------------- | ----- | ----- | ----- | ----- | ----- | ----- | ----- |
| Број домаћинстава | 441   | 434   | 430   | 398   | 345   | 334   | 302   |

| Број чланова      | 1  | 2  | 3  | 4  | 5  | 6  | 7 | 8 | 9 | 10 и више | Просек |
| ----------------- | -- | -- | -- | -- | -- | -- | - | - | - | --------- | ------ |
| Број домаћинстава | 90 | 79 | 47 | 47 | 24 | 12 | 3 | 0 | 0 | 0         | 2,62   |

| Пол    | Укупно | Неожењен/Неудата | Ожењен/Удата | Удовац/Удовица | Разведен/Разведена | Непознато |
| ------ | ------ | ---------------- | ------------ | -------------- | ------------------ | --------- |
| Мушки  | 319    | 86               | 197          | 26             | 10                 | 0         |
| Женски | 346    | 45               | 195          | 94             | 12                 | 0         |
| УКУПНО | 665    | 131              | 392          | 120            | 22                 | 0         |

| Пол    | Укупно                    | Пољопривреда, лов и шумарство | Рибарство                            | Вађење руде и камена | Прерађивачка индустрија       |
| ------ | ------------------------- | ----------------------------- | ------------------------------------ | -------------------- | ----------------------------- |
| Мушки  | 168                       | 112                           | 0                                    | 1                    | 25                            |
| Женски | 98                        | 41                            | 0                                    | 0                    | 38                            |
| УКУПНО | 266                       | 153                           | 0                                    | 1                    | 63                            |
| Пол    | Производња и снабдевање   | Грађевинарство                | Трговина                             | Хотели и ресторани   | Саобраћај, складиштење и везе |
| Мушки  | 0                         | 5                             | 8                                    | 2                    | 5                             |
| Женски | 0                         | 0                             | 7                                    | 0                    | 0                             |
| УКУПНО | 0                         | 5                             | 15                                   | 2                    | 5                             |
| Пол    | Финансијско посредовање   | Некретнине                    | Државна управа и одбрана             | Образовање           | Здравствени и социјални рад   |
| Мушки  | 0                         | 0                             | 6                                    | 0                    | 1                             |
| Женски | 0                         | 0                             | 2                                    | 2                    | 5                             |
| УКУПНО | 0                         | 0                             | 8                                    | 2                    | 6                             |
| Пол    | Остале услужне активности | Приватна домаћинства          | Екстериторијалне организације и тела | Непознато            | Непознато                     |
| Мушки  | 3                         | 0                             | 0                                    | 0                    | 0                             |
| Женски | 2                         | 1                             | 0                                    | 0                    | 0                             |
| УКУПНО | 5                         | 1                             | 0                                    | 0                    | 0                             |